# Tetragnatha khanjahani
Espèce
Tetragnatha khanjahani est une espèce d'araignées aranéomorphes de la famille des Tetragnathidae.

## Distribution
Cette espèce est endémique du Bangladesh.

## Publication originale
- Biswas & Raychaudhuri, 1996 : Tetragnathid spiders of Bangladesh (Araneae: Tetragnathidae). Annals of Entomology, Dehra Dun, vol. 14, p. 45-59.